# 張俊勇
張俊勇，MH，JP（1970年2月7日—），香港商人，香港經濟民生聯盟創會成員，親建制人物，曾任第十三屆港區全國人大代表。他也是《讓區塊鏈重建信任》、《大灣區通識》、《正本清源基本法》三書的作者。現任基本法推廣督導委員會委員、「就是敢言」主席、香港城市大學校董會成員、中國夢基金會主席、香港區塊鏈學會主席（他在2018年已經辭任主席）、海峽兩岸暨港澳協同創新聯盟理事、香港經濟民生聯盟執委兼青委會顧問、香港中華總商會常務會董、香港潮屬社團總會常務會董、青委會主席及義工團副團長、香港潮州商會常務會董、香港友好協進會青委會副主任及海聯會副主任、香港產學研合作促進會副會長、一國兩制青年論壇顧問、香港互聯網專業協會監事、國際潮青聯合會執行會長、第十屆國際潮青聯誼年會大會主席。

## 經歷

### 事业及学业
張俊勇是多間企業和投資公司的創辦人，包括投資房地產和可再生能源之盛國集團有限公司（Chinagrowth Limited）、媒體無限有限公司（Hkbcmedia Limited）、现场可编程逻辑门阵列方案（FPGA）供應商芯思科技有限公司（XIPS Technology Limited）、環球證券通證有限公司（GlobalSTOx Limited）等。他同時是深港聯合投資基金有限公司合夥人、香港英諾天使投資有限公司合夥人、盈信泰資本有限公司合夥人、中國東方教育集團有限公司董事、北控港灣電力有限公司董事。張俊勇有美國威斯康辛大學麥迪遜分校理學士學位（數學、電腦及統計學）及康奈爾大學工程學碩士學位（運籌學及工業工程學）。

### 被赌场讨債
張俊勇於2018年開始捲入錢債官司：被澳門美高梅指張曾於2018年底以賭場籌碼借款5百萬港元，而張俊勇則向賭場提供一張空白支票作為擔保，澳門美高梅2019年9月在空白支票填上欠款，拿去兌現時卻被「彈票」，因此入稟向張俊勇追債446萬港元（扣除了他存于赌场的款项，便得出此金额）。兩個月後，美國拉斯维加斯一間賭場酒店亦入稟香港高等法院，向張俊勇追討135萬美元未清還債項。兩筆欠債合共超過一千萬港元，為此張俊勇於2019年12月辭去港區人大代表。2019年12月28日，全国人大常委会通过张俊勇的请辞，其議席按港區人大代表遞補機制由教聯會會長黃均瑜補上。2020年6月30日，張再遭拉斯維加斯另一間賭場入稟香港高等法院追討欠債104万美元。